# Stanislas Carré de Malberg
Stanislas Carré de Malberg (18 de agosto de 1969) é um ator, roteirista e cineasta francês.

## Filmografia

### Ator
- Adeus, Meninos (1987)[1] – François Quentin
- Un été d'orages (1989)[2] – Louis
- V comme vengeance (1990)[3] (Telefilme) – Max / Michel
- La maison vide  (1991)[4] (Telefilme) – Jean-François
- Rien que des mensonges  (1991) – Basile
- Adieu mon fils  (1992) (Telefilme)
- Um Coração no Inverno (1992)[5] – Brice
- Nestor Burma  (1992)[6] (Série de TV) – Speedy
- Le chasseur de la nuit (1993)[7] (Telefilme) – Célestin
- Le château des oliviers (1993)[8] (Série de TV) – Antoine Fabrègue
- Jefferson em Paris (1993)[9] – o cirurgião
- The English Wife (1995)[10] (Telefilme) – Alain
- Les Alsaciens ou les Deux Mathilde (1996)[11] (Série de TV) – Louis-Charles
- Quelques instants avec vous (2007)[12] (Curta-metragem) – o servidor

### Roteirista
- 2001 : Grosse bêtise
- 2004 : La vache qui pleure
- 2008 : Cellule Identité
- 2009 : La cour des grands
- 2009 : Paris 16e (série de TV)
- 2007-2011 : R.I.S Police scientifique
- 2014 : A Família Bélier
- 2016 : La Bouse

### Cineasta
- 2004 : La vache qui pleure (Curta-metragem)
- 2016 : La Bouse

## Prêmios
César; 2015; 40ª Edição do Prêmio César: Melhor roteiro original, por A Família Bélier